# アール・ビー・コントロールズ
アール・ビー・コントロールズ株式会社（英称：RBcontrols Co.,Ltd.）は、石川県金沢市を拠点に様々な電子制御機器を中心に浴室テレビ・浴室用LED照明などの製品を開発・製造している企業。略称はRBC。

## 沿革
- 1971年1月22日 - アール・ビー・コントロールズ株式会社設立
- 1975年 - 厨房ガスオーブン用の電子制御ユニットを生産開始
- 1976年 - 国内初のガステーブルコンロ用の多極点火装置を生産開始
- 1978年 - 点火装置の国内シェア70%を達成
- 1981年 - 世界初の給湯器用電子制御ユニットの開発
- 1983年 - 鶴来工場(白山市小柳町)の開設
- 1986年 - 本社新社屋(金沢市観音堂町)へ移転
- 1987年 - 聖火台（ソウルオリンピック）に当社の点火装置が採用
- 1995年 - アール・ビー・コリア株式会社（仁川市西区）を設立
- 1995年 - 金石工場（金沢市金石）の開設
- 1995年 - ISO 9001認証を取得[1]
- 2000年 - 上海燃宝控制器有限公司(上海市浦東新区)を設立
- 2002年 - 浴室用テレビ「湯画（ゆうが）」を生産・販売開始
- 2004年 - 物流センター(野々市市本町)の開設
- 2006年 - ISO 14000認証を取得[2]
- 2012年 - 浴室用ＬＥＤ照明を生産・販売開始
- 2013年 - 浴室用壁掛けLED照明でグッドデザイン賞を受賞[3]
- 2017年 - 石川労働局ベストプラクティクス企業 選出[4]

## 主な事業内容
- 高電圧ユニット（点火装置、イオン発生装置）
- 空調/厨房/給湯機器用の電子制御ユニット
- サニタリー関連機器用の電子制御ユニット
- 浄水/整水機器用の関連部品

## 主要事業所
- 本社：石川県金沢市観音堂町ロ71（郵便番号 920-0352）
- 鶴来工場：石川県白山市小柳町ろ250番地（郵便番号 920-2103）
- 金石工場：石川県金沢市金石東1丁目1番45号（郵便番号 920-0335）
- 物流センター：石川県白山市小柳町ろ250番地（郵便番号 920-2103）

## 関連企業
- アール・ビー・コリア株式会社
- 上海燃宝控制器有限公司